# Surpotentiel
En électrochimie, le surpotentiel (appelée surtension en français) est la différence de potentiel (tension) entre le potentiel d'oxydoréduction d'une demi-réaction déterminé thermodynamiquement et le potentiel auquel la réaction redox est observée expérimentalement. Le terme est directement lié à l'efficacité de la tension d'une cellule. 
Dans une cellule électrolytique, l'existence d'un surpotentiel implique que la cellule nécessite plus d'énergie que prévu thermodynamiquement pour que la réaction ait lieu. Dans une cellule galvanique, l'existence d'un surpotentiel signifie que moins d'énergie sera récupérée que l'étude thermodynamique de la réaction ne le prévoit.  
Dans chaque cas, l'énergie supplémentaire/manquante est perdue sous forme de chaleur. La quantité de surpotentiel est propre à chaque type de cellule et varie selon les conditions expérimentales - celle-ci varie également lors d'une même réaction. Le surpotentiel est déterminé expérimentalement en mesurant le potentiel auquel une densité de courant donnée (généralement faible) est atteinte. 

## Thermodynamique
Les quatre polarités possibles de surpotentiels sont listées ci-dessous. 
Dans une cellule électrolytique :
- l'anode est plus positive et nécessite plus d'énergie que ce que l'on attend thermodynamiquement.
- la cathode est plus négative et nécessite plus d'énergie que ce que l'on attend thermodynamiquement.

Dans une cellule galvanique :
- l'anode est la moins négative et produit moins d'énergie que ce que l'on attend thermodynamiquement.
- la cathode est la moins positive et produit moins d'énergie que ce que l'on attend thermodynamiquement.

Le surpotentiel croît avec l'augmentation de la densité de courant, comme décrit par l'équation de Tafel. Une réaction électrochimique est une combinaison de deux demi-cellules et de multiples étapes élémentaires. Chaque étape est associée à plusieurs types de surpotentiel. Le surpotentiel total est la somme des nombreuses pertes individuelles. 
L'efficacité de la tension décrit la fraction d'énergie perdue par surtension. Pour une cellule électrolytique, il s'agit du rapport du potentiel thermodynamique d'une cellule divisé par le potentiel expérimental de la cellule converti en centile. Pour une cellule galvanique, c'est le contraire : c'est le rapport du potentiel expérimental d'une cellule divisé par le potentiel thermodynamique de la cellule converti en centile. 
L'efficacité de la tension ne doit pas être confondue avec l'efficacité de Faraday. Les deux termes se réfèrent à un mode par lequel les systèmes électrochimiques peuvent perdre de l'énergie. L'énergie peut être exprimée comme le produit du potentiel, du courant et du temps ( joule = volt × ampère × seconde ). Les pertes de potentiel par surpotentiel sont décrites par l'efficacité de la tension. Les pertes de courant dues à des mouvements d'électrons mal orientés sont décrites par l'efficacité de Faraday. 

## Divers types de surpotentiel
Le surpotentiel peut être divisé en plusieurs sous-catégories différentes qui ne sont pas toutes bien définies. L'une des raisons probables de l'absence de définitions strictes est qu'il est difficile de déterminer si un surpotentiel mesuré provient d'une source spécifique. Les surpotentiels peuvent être regroupés en trois catégories : activation, concentration et résistance. 

### Surpotentiel d'activation
| Matériau de l'électrode | Hydrogène | Oxygène | Chlore  |
| ----------------------- | --------- | ------- | ------- |
| Platine ( platiné )     | −0,07 V   | +0,77 V | +0,08 V |
| Palladium               | −0,07 V   | +0,93 V |         |
| Or                      | −0,09 V   | +1.02 V |         |
| Fer                     | −0,15 V   | +0,75 V |         |
| Platine (brillant)      | −0,16 V   | +0,95 V | +0.10 V |
| Argent                  | −0,22 V   | +0,91 V |         |
| Nickel                  | −0,28 V   | +0,56 V |         |
| Graphite                | −0,62 V   | +0,95 V | +0.12 V |
| Plomb                   | −0,71 V   | +0,81 V |         |
| Zinc                    | −0,77 V   |         |         |
| Mercure                 | −0,85 V   |         |         |

Le surpotentiel d'activation est la différence de potentiel au-dessus d'une certaine valeur d'équilibre. Celle-ci est nécessaire pour produire un courant dépendant de l'énergie d'activation de la réaction redox. Bien qu'ambiguë, le «surpotentiel d'activation» se réfère souvent uniquement à l'énergie d'activation nécessaire pour transférer un électron d'une électrode à un anolyte . Ce type de surpotentiel peut également être appelé «surpotentiel de transfert d'électrons» et fait partie du «surpotentiel de polarisation». Ce phénomène est observé en voltampérométrie cyclique et est partiellement décrit par l'équation de Cottrell . 

#### Surpotentiel de réaction
Le surpotentiel de réaction est un surpotentiel d'activation qui ne se rapporte qu'aux réactions chimiques qui précèdent le transfert d'électrons. Le surpotentiel de réaction peut être réduit ou éliminé par utilisation d'Électrocatalyseurs. La vitesse de la réaction électrochimique et la densité de courant associée est dictée par la cinétique de l'électrocatalyseur et la concentration du substrat . 
L'électrode en platine, commune à une grande partie de l'électrochimie, est impliquée électrocatalytiquement dans de nombreuses réactions. Par exemple, l'hydrogène est oxydé et les protons sont facilement réduits à la surface du platine d'une électrode à hydrogène standard (ESH) en solution aqueuse. La substitution de l'électrode en platine par une électrode inerte électrocatalytiquement en carbone vitreux produit des pics de réduction et d'oxydation irréversibles avec de grand surpotentiels.

### Surpotentiel de concentration
Le surpotentiel de concentration englobe une grande diversité de phénomènes qui impliquent l'épuisement des porteurs de charge à la surface de l'électrode. Le surpotentiel de bulle est une forme spécifique de surpotentiel de concentration dans laquelle la concentration des porteurs de charge est épuisée lorsqu'il y a formation d'une bulle physique. Le "surpotentiel de diffusion" peut faire référence à un surpotentiel de concentration créé par des vitesses de diffusion lentes. Il peut également faire référence à un "surpotentiel de polarisation" qui dérive principalement du surpotentiel d'activation mais dont le courant maximal est limité par la diffusion de l'analyte. 
La différence de potentiel est due à des différences de concentration des porteurs de charge entre la solution mère et la surface de l'électrode. Elle se met en place lorsque la réaction électrochimique est suffisamment rapide pour diminuer la concentration de surface des porteurs de charge en dessous de celle de la solution mère. La vitesse de réaction dépend alors de la capacité des porteurs de charge à atteindre la surface de l'électrode. 

#### Surpotentiel de bulle
Le surpotentiel de bulle est une forme spécifique de surpotentiel de concentration et est dû à l'évolution du gaz soit à l'anode soit à la cathode. Cela réduit la zone effective de courant et augmente la densité de courant local. Un exemple est l'électrolyse d'une solution aqueuse de chlorure de sodium — bien que l'oxygène devrait être produit à l'anode selon son potentiel, la surpuissance de bulle provoque la production de chlore à la place. Cela permet une production industrielle facile de chlore et d'hydroxyde de sodium par électrolyse.

### Surpotentiel de résistance
Les surpotentiels de résistance sont ceux liés au type de cellule. Ceux-ci incluent les «surpotentiels de jonction» qui se produisent à la surface des électrodes et aux interfaces comme par exemple des membranes d'électrolyte. Ils peuvent également inclure des aspects de la diffusion de l'électrolyte, de la polarisation de surface et d'autres sources de contre- forces électromotrices . 

## Voir également
- Électrolyse
- Électrosynthèse